# ادی کوالا سوبرجین
ادی کوالا سوبرجین در اریتره است که در debub region واقع شده‌است.